# Per Wind
 Ikke at forveksle med Per Wind (roer).
Per Wind (Andersen, indtil 1981) (født 15. august 1955 i København) er en tidligere dansk fodboldspiller og tidligere teammanager for fodboldklubben F.C. København. 
Wind begyndte at spille fodbold hos Frem i 1966 som 11-årig. Debuterede allerede som 17-årig (1973) på førsteholdet, hvor han på 20 år nåede 590 ligakampe som målmand, hvilket er Danmarks næsthøjeste antal kampe i samme klub, kun overgået af Lars Høgh. Han valgte at stoppe i 1993, men spillede en kamp mod Svendborg i 1998 da Frem fik problemer, idet målmanden Allan Jensen havde karantæne og andenmålmanden Lars Hansen var skadet. Dermed fik Wind, der var målmandstræner i Frem, comeback i en alder af 43 år efter næsten fem års fravær. Han vandt landspokalfinalen med FREM i 1978. Fik DM-sølv i 1976 og DM-bronze i 1992.
Wind spillede to landskampe mod Gambia og Finland 1977. Det blev også til 1 J-landskamp (1972), 10 Y-landskampe (1973-1974) og 11 U-landskampe (1974-1978). Han har spillet flere kampe for Old boys-landsholdet.
Wind arbejdede som kontorfuldmægtig hos Carlsberg i 28 år, men blev 2001 ansat på fuld tid som målmandstræner i F.C. København. Han havde da været træner sammen med Finn Bøje, da Frem gik konkurs i 1993. Derefter blev han træner i Tårnby Boldklub (1994-1996), B 1908 (1997), Frem ynglinge (1997), målmandstræner i Frem (1997-1999) og senere i FCK fra 1999, hvor han stadigvæk fungerer. Udover at være ansvarlig for målmandstræningen, er han koordinator for holdet i forbindelse med trupudtagelser, arrangementer og andre tiltag. Senere blev han så Teammanager for F.C København.
Per Wind opnåede at spille på hold med sin søn Morten Wind (født 1981) i en 2. holdskamp for Frem. Sønnen spillede i bl.a FCK, Hvidovre IF og FC Roskilde, men er stoppet som aktiv på divisionsplan.
Per Wind er far til fodboldspilleren Jonas Wind, der har spillet på det danske fodboldlandshold.